# Gare d'Engaru
La gare d'Engaru (遠軽駅, Engaru-eki) est une gare ferroviaire du bourg d'Engaru, à Hokkaidō au Japon. La gare est exploitée par la compagnie JR Hokkaido.

## Situation ferroviaire

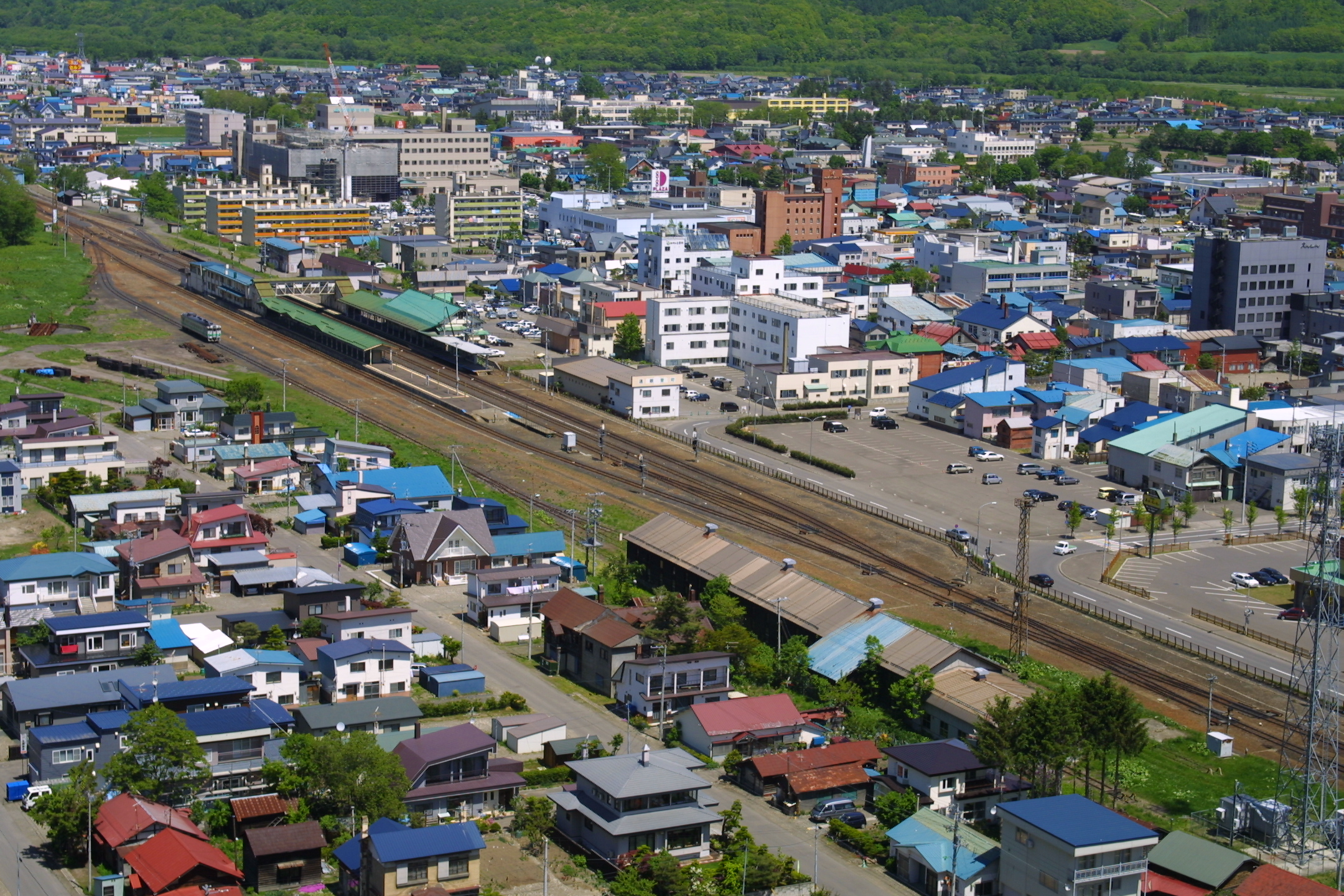
Vue d'ensemble de la gare en 2004.

La gare d'Engaru est située au point kilométrique (PK) 120,8 de la ligne principale Sekihoku.

## Historique
La gare d'Engaru a été inaugurée le 1er novembre 1915.

## Service des voyageurs

### Accueil
La gare dispose d'un bâtiment voyageurs, avec guichets, ouvert tous les jours.

### Desserte
- Ligne principale Sekihoku :
  - voies 1 et 2 : direction Asahikawa et Sapporo
  - voies 1 et 3 : direction Kitami et Abashiri